# Eduard Ætheling

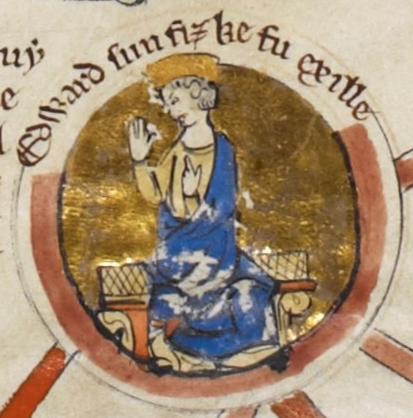
Afbeelding van Eduard uit een 13e-eeuwse manuscript.

Eduard Ætheling (of Eduard de Banneling) (1016 - Londen, 19 april 1057) was de zoon van de Engelse koning Edmund Ironside en Ealdgyth. Hij kreeg de bijnaam de "Banneling", omdat hij het grootste deel van zijn leven buiten Engeland doorbracht. De bijnaam "Ætheling" droeg hij als zoon van een koning.
Eduard was pas een paar maanden oud toen hij door Knoet de Grote naar Denemarken werd gebracht. Vanuit Denemarken belandde hij in Kiev en vandaar in Hongarije, waar hij in het huwelijk trad met Agatha, een familielid van Stefanus I van Hongarije. Toen Eduard de Belijder hoorde dat Eduard Ætheling nog leefde, riep hij hem naar Engeland terug om hem tot zijn erfgenaam te benoemen. Eduard de Banneling stierf echter voordat hij de koning had kunnen spreken, binnen een paar dagen na terugkomst in Engeland - vermoedelijk is hij vermoord. Hierdoor ontstond er alsnog een opvolgingsstrijd, die uiteindelijk in de Normandische verovering van Engeland zou uitmonden. Eduard is begraven in St Paul's Cathedral (Londen).
Eduards vrouw Agatha was een familielid van koning Stefanus I van Hongarije en Gisela van Beieren. Hun kinderen waren Edgar Ætheling, Margaretha van Schotland en Christina, de tante en opvoedster van de latere Engelse koningin Edith van Schotland.

## Voetnoten
1. ↑  Zij was mogelijk een dochter van deze.